# Louis Pavot
Louis-Joseph-Désiré Pavot (Brugge, 12 augustus 1823 - Brussel, 2 februari 1895) was een Belgisch architect, specialist in de neogotiek.

## Levensloop
Louis Pavot was een nakomeling van Louis Cyfflé en een kleinzoon van tinnepotgieter Albert Pavot (1740-1812) en Josepha Madere (°1737), die negen kinderen kregen. Hij was een zoon van Petrus Pavot (1781-1860) en diens tweede echtgenote Theresia Ryelandt. Petrus was secretaris van de "Berg van Barmhartigheid". 

## Architect
Louis begon zijn opleiding aan de Brugse Kunstacademie. In 1846 trok hij naar de Kunstacademie in Brussel, waar hij in 1849 zijn einddiploma behaalde. Onder de leiding van architect François-Tilmant Suys maakte hij opmetingsplannen van de Heilig Bloedbasiliek in Brugge alsook ontwerpen voor neogotische wijzigingen aan het interieur. De opdracht werd echter aan Thomas Harper King gegeven.
Hij begon enige naam te maken door deel te nemen aan architectuurwedstrijden in Gent en Antwerpen. In Laken behaalde hij de tweede prijs in de wedstrijd voor de bouw van de koninklijke grafkerk.
Hij maakte ook verschillende ontwerpen voor de monumentale kerk van Dadizele. Weldra volgden de opdrachten.
In 1850 bouwde hij de hoofdgebouwen van het internaat van de paters jozefieten in Melle. In 1867 bouwde hij er een openluchtzwembad.
Een van zijn restauratiewerken betrof de O.-L.-Vrouwekerk in Walcourt, waar hij voor bijzondere constructieve problemen werd gesteld.
In 1860 kreeg hij de opdracht van de jezuïeten om de Gesùkerk te ontwerpen, die werd gebouwd in Sint-Joost-ten-Node.
In 1877 werd hij benoemd tot docent aan de kunstacademie in Brussel, in de derde, en later in de tweede klas. 
In 1878 maakte hij een eerste reeks schetsen voor een jezuïetenkerk in Brugge. Ze leverden hem de opdracht op om de Heilig Hartkerk in de Vlamingstraat te ontwerpen. De bouw werd aangevat in 1879 en beëindigd in 1885.
Hij ontwierp nog andere gebouwen. Er bestaan weinig studies over deze architect.